# Salix longiflora
Espèce
Classification APG III (2009)
Salix longiflora est une espèce de plantes à fleurs de la famille des Salicaceae. C'est un saule trouvé en Asie,.

## Synonymie
- S. l. albescens[3].